# غابي ألفاريز
غابي ألفاريز (بالإسبانية: Gabe Alvarez)‏ هو لاعب كرة قاعدة مكسيكي، ولد في 6 مارس 1974 في نافويوا ‏ في المكسيك.

## وصلات خارجية
- غابي ألفاريز على موقعبيزبول رفرنس.كوم (الدوري الرئيسي) (الإنجليزية)
- غابي ألفاريز على موقعبيزبول رفرنس.كوم (الدوري الثانوي) (الإنجليزية)
- غابي ألفاريز على موقع مشجعي الرسوم البيانية (الإنجليزية)